# Chrysotus albibarbus
Chrysotus albibarbus är en tvåvingeart som beskrevs av Friedrich Hermann Loew 1857. Chrysotus albibarbus ingår i släktet Chrysotus och familjen styltflugor. Inga underarter finns listade i Catalogue of Life.